# Francisco Castro Bueno
Lorenzo Castro Bueno (Villanueva del Ariscal, província de Sevilla - † presó de la Ranilla, Sevilla, 4 d'abril de 1956), de malnom el Tarta, va ser un delinqüent espanyol, executat pel crim de les estanqueres. Devia el seu àlies a la seva quequesa i en els fitxers policials sovint se li confonia amb el seu germà Francisco el Corona.

## Els fets
El 1952, les germanes Encarnación i Matilde Silva Montero van ser assassinades durant un atracament a l'estanc que regentaven a Sevilla. El crim, descobert l'endemà, va portar a la detenció de Juan Vázquez Pérez, Antonio Pérez Gómez y Lorenzo Castro. Després d'una delació, Lorenzo és detingut a Sevilla per agents de la comissaria de San Bernardo poc abans del 30 de juliol.
S'encarregà de la seva defensa l'advocat Juan Espinosa de los Monteros y Vila, José Rull s'encarregà de la d'Antonio Pérez Gómez i la de Juan Vázquez Pérez fou encomanada a Manuel Rojo Cabrera, qui va afirmar que el seu defensat no li va explicar el succeït. Com un dels procuradors, va actuar Juan López de Lemus. Sense proves concretes, el tribunal els va condemnar a mort el 26 d'octubre de 1954 i poc després un dels advocats va publicar un llibre sobre el judici en el que recollí les seves sospites sobre la relació del crim amb l'haixix, si bé va fer notar els seus dubtes durant el judici sobre la recerca policial.
La sentència va ser ratificada pel Tribunal Suprem d'Espanya al juliol de 1955 i retornada a l'Audiència de Sevilla al març de 1956 perquè es procedís a les execucions. Malgrat els esforços de l'advocat defensor per commutar-la, la sentència es va aplicar. Fou executat pel botxí Bernardo Sánchez Bascuñana a la presó de Ranilla.